# La Mure
La Mure település Franciaországban, Isère megyében. Lakosainak száma 4940 fő (2022. január 1.). La Mure Susville, Sousville, Cognet, Pierre-Châtel, Ponsonnas, Prunières és Saint-Honoré községekkel határos.

## Népesség
A település népességének változása:
| Lakosok száma | 6196 | 5657 | 5190 | 5093 | 5059 | 4992 | 4948 | 4930 | 4899 | 4940 |
|               | 1968 | 1982 | 1999 | 2006 | 2011 | 2015 | 2017 | 2018 | 2020 | 2022 |